# Берегова охорона Китаю

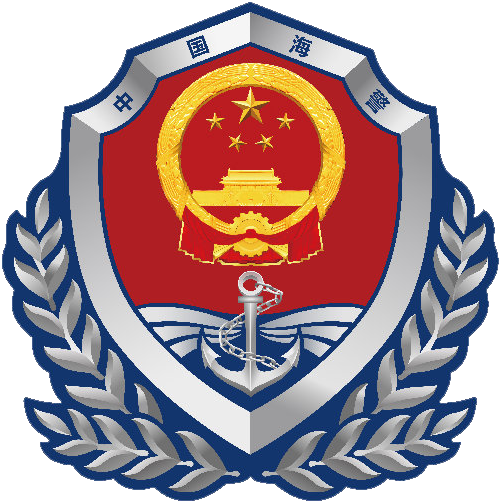
Емблема берегової охорони Китаю

Гоночна смуга

Берегова охорона Китаю (кит.: 中国人民武装警察部队海警总队) — морська безпека , пошуково-рятувальна служба та відділення правоохоронної служби Народної збройної поліції Китаю.[2][3][4] в Китаї, що беруть велику участь в службах Берегово́ї охоро́ни Китаю. Берегова охорона Китаю була сформована в 2013 році з морського підрозділу Сил прикордонної безпеки Народної збройної поліції та інших морських правоохоронних органів Китаю.[5] Об’єднана берегова охорона знаходиться під командуванням Державної океанічної адміністрації [6] і діє з липня 2013 року [7]. 1 липня 2018 року Берегову охорону Китаю було передано з-під цивільного контролю Державної ради та Державної океанічної адміністрації до Народної збройної поліції , зрештою передавши її під командування Центральної військової комісії.[5][8][ 9]
У червні 2018 року береговій охороні Китаю було надано морські права та правоохоронні органи, подібні до цивільних правоохоронних органів, щоб протистояти незаконній діяльності, підтримувати мир і порядок, а також охороняти безпеку на морі під час виконання обов’язків, пов’язаних із використанням морських ресурсів, захист морського середовища, регулювання рибальства та боротьба з контрабандою.[10]
У 2019 році Сполучені Штати попередили Китай про агресивні та небезпечні дії їхньої берегової охорони та морської міліції.[11]
Закон про берегову охорону дозволяє кораблям CCG застосовувати смертоносну силу до іноземних суден, які не підкоряються наказу залишити китайські води.[12] Він набрав чинності 1 лютого 2021 року.[12] У 2023 році берегова охорона застосувала водомети проти військових кораблів Філіппін у спірних водах.[13]